# 三綱
三綱（さんごう）とは、仏教寺院において寺院を管理・運営し、僧尼を統括する上座（じょうざ）・寺主（じしゅ）・都維那（ついな・維那とも）の3つ僧職の総称。所司（しょし）とも呼ばれている。
三綱にあたる僧職のうち、上座は一般的には年長の高徳者が任じられる寺院の最高責任者、寺主は寺院内における事務・経営の責任者、都維那は僧尼の戒律・学問に関する監督責任者である（ただし、上座と寺主をいずれを上位とするかには異説もある）いずれもインドあるいは中国に由来を有する役職である。

## 中国
中国の唐王朝が定めた「唐六典」でもそれぞれ1名ずつ設置することを各寺院に義務付けている。また北宋の賛寧の著わした『大宋僧史略』巻中「雑任職員」によれば、寺主の起こりは後漢の白馬寺であり、唐代においては勅補されていたとする。太平公主が慧範を聖善寺の寺主とした例を挙げる。上座は、年齢と徳行によって選ばれ、維那の上位に位置づけられたという。道宣が西明寺の上座となったことを挙げる。都維那もやはり勅補されていたとする。玄暢が総持寺の維那となった例を挙げる。

## 日本
日本では、『日本書紀』朱鳥元年（686年）が初見であるが、これは中央の僧綱の3職（僧正・僧都・律師）とする解釈が有力であり、日本における三綱制度の確立は大宝律令制定以後と推定されている。
平安時代に入ると、朝廷が任命した座主・長者・別当に三綱以下を指揮・監督する権限が与えられ、また権官が設置されることで定員が複数になったことでその権限・権威がともに低下するようになり、同時代後期には名目上の名誉職あるいは事務などを担当する中級の僧侶に与えられる僧職となった。